# Aethes obscurana
Aethes obscurana is een vlinder uit de familie bladrollers (Tortricidae). De wetenschappelijke naam is voor het eerst geldig gepubliceerd in 1916 door Caradja.
De soort komt voor in Europa.